# Božil Kolev
Božil Najdenov Kolev (in bulgaro Божил Найденов Колев?; Conevo, 12 gennaio 1949) è un allenatore di calcio ed ex calciatore bulgaro, di ruolo centrocampista.

## Carriera
Con la Nazionale bulgara ha preso parte ai Mondiali 1974.

## Palmarès

### Club

#### Competizioni nazionali
- Campionato bulgaro: 5

CSKA Sofia: 1970-1971, 1971-1972, 1972-1973, 1974-1975, 1975-1976
- Coppa di Bulgaria: 3

CSKA Sofia: 1972, 1973, 1974
- Campionato cipriota: 1

Omonia: 1981-1982
- Coppa di Cipro: 1

Omonia: 1981-1982
- Supercoppa di Cipro: 1

Omonia: 1981